# Taylor Braun
Taylor Braun, né le 6 juillet 1991, à Newberg, en Oregon, est un joueur américain de basket-ball. Il évolue au poste d'ailier.

## Palmarès et distinctions

### Palmarès
- Joueur de l'année de la Summit League 2014
- First-team All-Summit League 2012, 2014
- Second-team All-Summit League 2013

### Distinctions personnelles
- 1 fois joueur de la semaine en championnat de Belgique[1].